# Euskadi Basque Country-Murias
Euskadi Basque Country-Murias war ein Radsportteam mit Sitz im baskischen Derio.
Die Mannschaft fuhr ab 2015 zunächst unter dem Namen Murias Taldea als UCI Continental Team. Zur Saison 2018 erhielt sie eine Lizenz als Professional Continental Team.
Die Teamleitung konzentrierte sich auf die Entwicklung baskischer Fahrer und hat zum Ziel, dass sich die baskischen Radsportfans mit der Mannschaft identifizieren wie früher mit dem UCI WorldTeam Euskaltel Euskadi.
Ende September 2019 gab das Team bekannt, dass es seine Aktivität zum Saisonende aufgrund des Ausbleibens neuer Sponsoren einstellt. Zuvor hatte die Mannschaft durch Mikel Iturria mit dem Sieg auf der 11. Etappe Vuelta a España 2019 den größten Erfolg ihrer Geschichte erzielt.

## Saison 2019

### Erfolge in der UCI WorldTour
Bei den Rennen der UCI WorldTour im Jahr 2019 gelangen dem Team nachstehende Erfolg.
| Datum        | Rennen                     | Fahrer        |
| ------------ | -------------------------- | ------------- |
| 4. September | 11. Etappe Vuelta a España | Mikel Iturria |

### Erfolge in der UCI Europe Tour
Bei den Rennen der UCI Europe Tour im Jahr 2019 gelangen dem Team nachstehende Erfolge.
| Datum      | Rennen                                                 | Kat. | Fahrer       |
| ---------- | ------------------------------------------------------ | ---- | ------------ |
| 20. März   | 1. Etappe Volta ao Alentejo                            | 2.2  | Enrique Sanz |
| 21. März   | 2. Etappe Volta ao Alentejo                            | 2.2  | Enrique Sanz |
| 24. März   | 6. Etappe Volta ao Alentejo                            | 2.2  | Enrique Sanz |
| 27. April  | 3. Etappe Vuelta a Castilla y León                     | 2.1  | Enrique Sanz |
| 12. Juli   | 1. Etappe Grande Prémio Internacional de Torres Vedras | 2.2  | Enrique Sanz |
| 2. August  | 2. Etappe Volta a Portugal                             | 2.1  | Mikel Aristi |
| 7. August  | 6. Etappe Volta a Portugal                             | 2.1  | Hector Saez  |
| 22. August | 2. Etappe Tour du Limousin                             | 2.1  | Mikel Aristi |

### Mannschaft
| Teamkader 2019           | Teamkader 2019     | Teamkader 2019 | Teamkader 2019                      |
| Name                     | Geburtsdatum       | Land           | Vorheriges Team                     |
| ------------------------ | ------------------ | -------------- | ----------------------------------- |
| Mikel Aristi             | 28. Mai 1993       | Spanien        | Delko-Marseille Provence-KTM (2017) |
| Aritz Bagües             | 19. August 1989    | Spanien        |                                     |
| Fernando Barceló         | 6. Januar 1996     | Spanien        | Fundación Euskadi-EDP (2017)        |
| Ander Barrenetxea        | 29. März 1992      | Spanien        |                                     |
| Cyril Barthe             | 14. Februar 1996   | Frankreich     | Fundación Euskadi-EDP (2017)        |
| Urko Berrade             | 28. November 1997  | Spanien        | Lizarte (2018)                      |
| Mikel Bizkarra           | 21. August 1989    | Spanien        | PinoRoad (2014)                     |
| Garikoitz Bravo          | 31. Juli 1989      | Spanien        | Efapel-Glassdrive (2014)            |
| Mario González Salas     | 6. Juni 1992       | Spanien        | Sporting-Tavira (2018)              |
| Beñat Intxausti          | 20. März 1986      | Spanien        | Team Sky (2018)                     |
| Julen Irizar             | 26. März 1995      | Spanien        | Ampo-Goierriko TB (2016)            |
| Mikel Iturria            | 16. März 1992      | Spanien        | Fundación Euskadi-EDP (2015)        |
| Juan Antonio López-Cózar | 20. August 1994    | Spanien        | Fundación Euskadi (2018)            |
| Óscar Rodríguez          | 6. Mai 1995        | Spanien        | Lizarte (2016)                      |
| Sergio Rodríguez Reche   | 22. Februar 1992   | Spanien        | Fundación Euskadi-EDP (2017)        |
| Héctor Sáez              | 6. November 1993   | Spanien        | Caja Rural-Seguros RGA (2017)       |
| Sergio Samitier          | 31. August 1995    | Spanien        | Lizarte (2017)                      |
| Enrique Sanz             | 11. September 1989 | Spanien        | Team Raleigh GAC (2017)             |
| Gotzon Udondo            | 1. Dezember 1993   | Spanien        |                                     |
| José Viejo               | 8. Dezember 1997   | Spanien        | Trevigiani-Phonix-Hemus 1896 (2018) |
|                          |                    |                |                                     |
| Quelle: ProCyclingStats  |                    |                |                                     |

## Saison 2018

### Erfolge in der UCI WorldTour
Bei den Rennen der UCI WorldTour im Jahr 2018 gelangen dem Team nachstehende Erfolg.
| Datum          | Rennen                         | Fahrer          |
| -------------- | ------------------------------ | --------------- |
| 7. September   | 13. Etappe Vuelta a España     | Óscar Rodríguez |
| 9.–14. Oktober | Gesamtwertung Türkei-Rundfahrt | Eduard Prades   |

### Erfolge in der UCI Europe Tour
Bei den Rennen der UCI Europe Tour im Jahr 2018 gelangen dem Team nachstehende Erfolge.
| Datum       | Rennen                                 | Kat. | Fahrer         |
| ----------- | -------------------------------------- | ---- | -------------- |
| 11. Mai     | 1. Etappe Vuelta a Aragón              | 2.1  | Jon Aberasturi |
| 13. Mai     | 3. Etappe Vuelta a Aragón              | 2.1  | Mikel Bizkarra |
| 16.–20. Mai | Gesamtwertung Tour of Norway           | 2.HC | Eduard Prades  |
| 13. Juli    | 2. Etappe Troféu Joaquim Agostinho     | 2.2  | Cyril Barthe   |
| 19. Juli    | 2. Etappe Grande Premio de Portugal N2 | 2.2  | Julen Irizar   |
| 9. August   | 7. Etappe Portugal-Rundfahrt           | 2.1  | Enrique Sanz   |

## Erfolge in den Nationalen Straßen-Radsportmeisterschaften
Bei den Rennen der jeweiligen Nationalen Straßen-Radsportmeisterschaften 2018 konnte das Team nachstehende Titel erringen.
| Datum      | Rennen                                           | Sieger       |
| ---------- | ------------------------------------------------ | ------------ |
| 24. August | Französische Meisterschaft – Straßenrennen (U23) | Cyril Barthe |

### Mannschaft
| Teamkader 2018                            | Teamkader 2018     | Teamkader 2018 | Teamkader 2018                      |
| Name                                      | Geburtsdatum       | Land           | Vorheriges Team                     |
| ----------------------------------------- | ------------------ | -------------- | ----------------------------------- |
| Jon Aberasturi                            | 28. März 1989      | Spanien        | Team Ukyo (2017)                    |
| Mikel Aristi                              | 28. Mai 1993       | Spanien        | Delko-Marseille Provence-KTM (2017) |
| Aritz Bagües                              | 19. August 1989    | Spanien        |                                     |
| Fernando Barceló                          | 6. Januar 1996     | Spanien        | Fundación Euskadi-EDP (2017)        |
| Ander Barrenetxea                         | 29. März 1992      | Spanien        |                                     |
| Cyril Barthe                              | 14. Februar 1996   | Frankreich     | Fundación Euskadi-EDP (2017)        |
| Mikel Bizkarra                            | 21. August 1989    | Spanien        | PinoRoad (2014)                     |
| Garikoitz Bravo                           | 31. Juli 1989      | Spanien        | Efapel-Glassdrive (2014)            |
| Aitor González Prieto                     | 5. November 1990   | Spanien        | Ampo-Goierriko TB (2015)            |
| Julen Irizar                              | 26. März 1995      | Spanien        | Ampo-Goierriko TB (2016)            |
| Mikel Iturria                             | 16. März 1992      | Spanien        | Fundación Euskadi-EDP (2015)        |
| Julien Loubet                             | 11. Januar 1985    | Frankreich     | Armée de terre (2017)               |
| Eduard Prades                             | 9. August 1987     | Spanien        | Caja Rural-Seguros RGA (2017)       |
| Óscar Rodríguez                           | 6. Mai 1995        | Spanien        | Lizarte (2016)                      |
| Sergio Rodríguez Reche                    | 22. Februar 1992   | Spanien        | Fundación Euskadi-EDP (2017)        |
| Héctor Sáez                               | 6. November 1993   | Spanien        | Caja Rural-Seguros RGA (2017)       |
| Sergio Samitier                           | 31. August 1995    | Spanien        | Lizarte (2017)                      |
| Enrique Sanz                              | 11. September 1989 | Spanien        | Team Raleigh GAC (2017)             |
| Beñat Txoperena                           | 8. Dezember 1991   | Spanien        |                                     |
| Gotzon Udondo                             | 1. Dezember 1993   | Spanien        |                                     |
|                                           |                    |                |                                     |
| Quellen: ProCyclingStats Cycling Quotient |                    |                |                                     |